# Zdzisław Świątek
Zdzisław Świątek (ur. 1 stycznia 1944 w Słupowie) – polski górnik, działacz PZPR, członek Biura Politycznego KC PZPR (1988–1990).
Syn Piotra i Anieli. Uczył się w Liceum Ogólnokształcącym, a następnie w Technikum Górniczym w Dąbrowie Górniczej. Od 1962 cieśla górniczy, nadgórnik, sztygar zmianowy w Kopalni Węgla Kamiennego Czerwone Zagłębie w Sosnowcu.
Od 1962 członek Związku Młodzieży Socjalistycznej, a następnie do 1977 Związku Socjalistycznej Młodzieży Polskiej. Od 1968 członek Polskiej Zjednoczonej Partii Robotniczej. Działacz partyjny w swoim zakładzie pracy, m.in. sekretarz Oddziałowej Organizacji Partyjnej (1971–1972), I sekretarz Oddziałowej Organizacji Partyjnej (1972–1974), I sekretarz Podstawowej Organizacji Partyjnej PZPR (1974–1980), sekretarz Komitetu Zakładowego PZPR (1980–1982), I sekretarz Komitetu Zakładowego PZPR w Kopalni Węgla Kamiennego Czerwone Zagłębie (od 1982).
W 1972 ukończył Wieczorowy Uniwersytet Marksizmu-Leninizmu, a w 1974 Międzywojewódzką Szkołę Partyjną w Katowicach.
W latach 1982–1986 członek egzekutywy Komitetu Miejskiego PZPR w Sosnowcu. Na X Zjeździe PZPR w lipcu 1986 wybrany w skład Komitetu Centralnego PZPR, a od grudnia 1988 do stycznia 1990 członek Biura Politycznego KC PZPR. 